# Baltische Beker 2018
De Baltische Beker 2018 was de 27ste editie van de Baltische Beker. Het toernooi werd gehouden van 30 mei tot en met 5 juni 2018. Het thuisland organiseerde steeds de wedstrijd. Letland was de titelverdediger en prolongeerde de titel. Litouwen en Estland deden ook mee aan het toernooi.

## Overzicht
| Nr. | Land     | GW | Win | Gel | Ver | DV | DT | +/- | Pnt |
| --- | -------- | -- | --- | --- | --- | -- | -- | --- | --- |
| 1.  | Letland  | 2  | 1   | 1   | 0   | 2  | 1  | +1  | 4   |
| 2.  | Estland  | 2  | 1   | 0   | 1   | 2  | 1  | +1  | 3   |
| 3.  | Litouwen | 2  | 0   | 1   | 1   | 1  | 3  | -2  | 1   |

## Wedstrijden
|                   |                                    |       |          |                                                                                           |
| 30 mei 2018 19:00 | Estland                            | 2 – 0 | Litouwen | Rakvere linnastaadion, Rakvere Toeschouwers: 1.460 Scheidsrechter: Andris Treimanis (LAT) |
| 30 mei 2018 19:00 | Henrik Ojamaa 23' Mattias Käit 42' |       |          | Rakvere linnastaadion, Rakvere Toeschouwers: 1.460 Scheidsrechter: Andris Treimanis (LAT) |

|                   |                     |       |         |                                                                                      |
| 2 juni 2018 18:00 | Letland             | 1 – 0 | Estland | Daugavastadion, Riga Toeschouwers: 4.251 Scheidsrechter: Manfredas Lukjančukas (LTU) |
| 2 juni 2018 18:00 | Jānis Ikaunieks 70' |       |         | Daugavastadion, Riga Toeschouwers: 4.251 Scheidsrechter: Manfredas Lukjančukas (LTU) |

|                   |                       |       |                   |                                                          |
| 5 juni 2018 19:00 | Litouwen              | 1 – 1 | Letland           | LFF-stadion, Vilnius Scheidsrechter: Kristo Tohver (EST) |
| 5 juni 2018 19:00 | Karolis Laukžemis 86' |       | 46' Kaspars Dubra | LFF-stadion, Vilnius Scheidsrechter: Kristo Tohver (EST) |

| Kampioen 2018      |
| ------------------ |
| Letland 14de titel |